# Marte 3

Marte 3 é a designação de uma missão não tripulada, parte do Programa Marte, uma série de espaçonaves com o objetivo de orbitar e pousar em Marte, lançadas pela União Soviética no início da década de 70.
As missões Marte 2 e Marte 3 consistiram de espaçonaves idênticas, cada uma com um veículo orbital e um aterrissador acoplado, elas foram lançadas pelo foguete Proton-K com um Bloco-D no último estágio. O aterrissador da Marte 3 se tornou o primeiro objeto feito pelo homem a efetuar um pouso suave na superfície de Marte.

## Características
- Plataforma: M-71[1]
- Data e hora do lançamento:
  - 28 de Maio de 1971 as 15:26:30 UTC
- Massa no lançamento (incluindo combustível):
  - Conjunto: 4 650 kg
  - Orbitador: 3 440 kg
  - Aterrissador: 1 210 kg
- Massa seca em órbita: 2 265 kg
- Dimensões:
  - Altura: 4,1 m
  - Largura: 2 m (5,9 m com os painéis solares estendidos)

### O orbitador
Os objetivo primários do módulo orbital eram:
- Estudar a topografia da superfície
- Analisar a composição do solo
- Obter dados de várias propriedades da atmosfera
- Monitorar a radiação solar, os ventos solares e os campos magnéticos marcianos.

Além disso ele servia como um retransmissor de comunicações entre o aterrissador e a Terra.
O módulo orbital sofreu uma perda parcial de combustível e não teve o suficiente para se colocar na órbita de 25 horas planejada. O motor acabou executando uma combustão parcial, o que colocou a espaçonave numa órbita elíptica alta de longo período (12 dias e 19 horas) sobre Marte.
Por uma triste coincidência, uma forte tempestade de poeira afetou negativamente a missão. Incapazes de reprogramar os computadores, tanto a Marte 2 quanto a Marte 3 liberaram seus aterrissadores quase que imediatamente e os orbitadores usaram uma quantidade considerável dos seus recursos de dados obtendo imagens sem muito interesse das nuvens de poeira ao invés da superfície como estava planejado.
O orbitador da missão Marte 3 enviou dados cobrindo o período de dezembro de 1971 a março de 1972, apesar das transmissões continuarem até agosto. Em 22 de agosto de 1972, foi anunciado que a Marte 3 completou sua missão depois de 20 órbitas. A Marte 3 e a Marte 2 em conjunto enviaram um total de 60 imagens. Essa imagens e os dados obtidos, revelaram montanhas de até 22 km, átomos de hidrogênio e oxigênio na atmosfera superior, temperaturas na superfície entre -110 °C e +13 °C, pressão na superfície entre 5,5 e 6 mbar (0,55 a 0,6 kPa), concentração de vapor d'água 5 mil vezes menor que a atmosfera da Terra, a base da ionosfera entre 80 e 110 km de altitude, e grãos de poeira oriundos das tempestades a 7 km de altitude. As imagens e os dados permitiram a criação de mapas do relevo da superfície, e forneceram informações sobre a gravidade marciana e seus campos magnéticos.

### O aterrissador
O módulo aterrissador da missão Marte 3 foi liberado em 2 de dezembro de 1971 as 09:14 UTC, 4 horas e 35 minutos antes de chegar a Marte. O módulo aterrissador, entrou na atmosfera de Marte a cerca de 5,7 km/s.
Através de um sistema de frenagem aerodinâmico, paraquedas e retrofoguetes, o aterrissador conseguiu um pouso suave na localização: 45°S 202°L e iniciou a sua operação normal.
Depois de 14,5 segundos, as 13:52:25, as transmissões foram interrompidas em ambos os canais de dados por razões desconhecidas e nenhum outro sinal foi recebido. Não se sabe se o problema ocorreu no módulo de aterrissagem ou no sistema repedidor do módulo orbital. A provável causa foi a forte tempestade de poeira que estava ocorrendo na superfície naquele período, o que pode ter causado uma descarga de corona, causando danos ao sistema de comunicação. A tempestade também explica a baixa qualidade das imagens por deficiência de iluminação.
Uma imagem parcial (de 70 linhas) foi transmitida. Apesar desta imagem aparentar exibir o horizonte e um céu escuro, ela foi obtida com uma câmera do tipo "ciclorama". Isso significa que para visualizar a imagem ela precisa ser rotacionada 90 graus no sentido horário. Segundo a academia de ciências soviética não havia nenhum conteúdo identificável naquela imagem.